# Весёлый огород
«Весёлый огород» — советский рисованный мультипликационный фильм 1947 года, созданный на студии «Союзмультфильм» режиссёром Владимиром Сутеевым.

## Сюжет
Ваня и Машенька Кнопочкины решили ухаживать за своим огородом. Они дружно посадили овощи, фрукты, сделали пугало, чтобы отпугивать ворон, но, оказывается, следить за огородом не так просто. Одному пугалу не всегда под силу справиться с воронами, а на огороде хватает и других вредителей: то свинья с поросятами туда забегут, то нашествие гусениц. К тому же, если долго нет дождей, а огород надо поливать. Но дружные брат и сестра стойко со всем справляются. Героям помогает скворец, который в конце фильма вместе с семьёй улетает на юг с узелком в клюве.
Этот десятиминутный музыкальный фильм показывает полный цикл огородных работ, упоминая всех естественных врагов урожая и другие проблемы, с которыми сталкивается земледелец, знакомя, тем самым, городских детей с сельским хозяйством.

## Создатели
| сценарий и постановка      | Владимира Сутеева |
| художник-постановщик       | Евгений Мигунов |
| композитор                 | Алексей Соколов-Камин |
| текст песенок              | Натальи Кончаловской |
| ассистент режиссёра        | Роман Давыдов |
| оператор                   | Михаил Друян |
| звукооператор              | Николай Прилуцкий |
| технический ассистент      | Вера Шилина |
| директор картины           | Н. Цофнас |
| художники-мультипликаторы: | Лев Попов, Борис Степанцев, Роман Давыдов, Юрий Кузькин, Лидия Резцова, Рената Миренкова, Борис Дёжкин, Татьяна Таранович |
| художники-декораторы:      | Вера Валерианова, Георгий Позин                                                                                           |

## Песенки из мультфильма
Только солнце взойдёт, 

Поливаем грядки.

Всё растёт, всё цветёт,

Всё у нас в порядке!
Дождик, дождик поливай!

Будет лучше урожай.

Дождик, падай густо, чтоб росла капуста!

Помидор и сельдерей, вырастайте поскорей!

## Переиздания
Мультфильм неоднократно переиздавался на DVD в сборнике мультфильмов «Весёлая семейка».

## О мультфильме
Мультфильм стал первой работой Сутеева после возвращения из армии. Персонажи мультфильма: Ваня и Маша Кнопочкины, ранее появлялись в его мультфильме 1940 года «И мы на олимпиаду». Художник Евгений Мигунов отмечает, что Сутеев в этом и других своих сценариях избегал «конкретной актуальности», а сами фильмы отличала «доброта и детская вера» в происходящее на экране. «В лаконичной форме он удивительно чётко умел нащупать важную для ребёнка мысль и подать её неназойливо, без дидактики», вспоминает Мигунов («Весёлый огород» и в наше время используется в образовательной программе многих детских садов России, Московский городской центр психолого-педагогической экспертизы игр и игрушек при МГППУ рекомендует его для просмотра детьми 4-5 лет). Мигунов так же рассказывает о начале работы над фильмом, когда Сутеев «взял лист полуватмана, присел и начал рисовать кадрик за кадриком раскадровку», за час почти сделав «всю раскадровку, типажи и эскизы».

### Озвучивание
Татьяна Канаева
Ирина Маликова
Владимир Конкин — Бобик